# Богдановське (Челябінська область)
Богдановське (рос. Богдановское) — село у Кизильському районі Челябінської області Російської Федерації.
Входить до складу муніципального утворення Богдановське сільське поселення. Населення становить 1051 особу (2010).

## Історія
Від 4 листопада 1926 року належить до Кизильського району Челябінської області.
Згідно із законом від 17 вересня 2004 року органом місцевого самоврядування є Богдановське сільське поселення.

## Населення
| 2002 | 2010  |
| ---- | ----- |
| 1127 | ↘1051 |